# ×Cystocarpium
×Cystocarpium, hibridni rod paprati iz porodice Cystopteridaceae. Jedina vrsta je ×C. ×roskamianum iz Francuske
Formula: Cystopteris fragilis x Gymnocarpium robertianum.